# Néstor Carbonell
Néstor Gastón Carbonell (New York, 1 december 1967) is een Amerikaans acteur. Hij debuteerde in 2000 in een avondvullende film als Enrique Suarez in de door hemzelf geschreven komedie Attention Shoppers. Op televisie speelde hij onder meer 93 afleveringen Luis Rivera in Suddenly Susan, was hij te zien als Richard Alpert in 37 afleveringen van Lost en als  Sheriff Alex Romero in 48 afleveringen van Bates Motel.
Carbonell trouwde in 2001 met actrice Shannon Kenny, met wie hij zoons Rafael (2002) en Marco (2005) kreeg.

## Filmografie
*Exclusief televisiefilms
- Dead Drop (2013)
- The Dark Knight Rises (2012)
- For Greater Glory: The True Story of Cristiada (2012)
- Noah (2012, stem)
- The Dark Knight (2008)
- Killer Movie (2008)
- Smokin' Aces (2006)
- The Lost City (2005)
- Manhood (2003)
- Jack the Dog (2001)
- Attention Shoppers (2000)

## Televisieseries
*Exclusief eenmalige gastrollen
- Bates Motel - Alex Romero (2013-2017, 48 afleveringen)
- Wilfred - Arturo Ramos (2011-2012, twee afleveringen)
- Ringer - Victor Machado (2011-2012, 22 afleveringen)
- The Penguins of Madagascar - stem Savio (2010-2011, drie afleveringen)
- Psych - Declan Rand (2010, twee afleveringen)
- Lost - Richard Alpert (2007-2010, 37 afleveringen)
- Cane - Frank Duque (2007, dertien afleveringen)
- Kim Possible - Señor Senior Jr. (2002-2007, twaalf afleveringen)
- Cold Case - Mike Valens (2006, drie afleveringen)
- Strong Medicine - Jonas (2004-2006, elf afleveringen)
- Century City - Tom Montero (2004, negen afleveringen)
- The Tick - Batmanuel (2001-2003, negen afleveringen)
- Suddenly Susan - Luis Rivera (1996-2000, 93 afleveringen)
- Resurrection Blvd. - Peter Terrano (2000, zes afleveringen)
- A Different World - Malik Velasquez (1992, twee afleveringen)

- Biblioteca Nacional de España: XX5568489
- Gemeinsame Normdatei: 1161567682
- International Standard Name Identifier: 0000 0000 4499 8192
- Library of Congress Control Number: no2006094916
- Système universitaire de documentation: 231681844
- Virtual International Authority File: 76076666
- WorldCat: E39PBJqqxqyBR3P97VRCXbrKBP